# 田中貴道

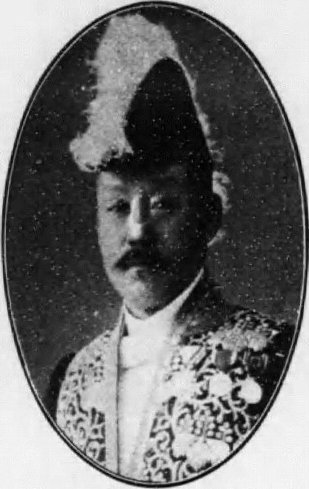
田中貴道

田中 貴道（たなか たかみち、1848年12月13日（嘉永元年11月18日） - 1924年（大正13年）4月24日）は、日本の警察官僚。官選県知事。

## 経歴
豊前国企救郡金田町（現・福岡県北九州市）に小倉藩士・田中貴昇（たかのぶ）の長男として生まれる。1874年3月、明治政府に出仕し小倉県十五等出仕となる。史生、五等警部、十三等出仕などを歴任。
1876年7月、豊岡県十四等出仕に転じ、同年9月、京都府六等警部となる。1881年5月、下京警察署長に就任。1883年3月、会津小鉄を検挙した。以後、京都府典獄（現在の刑務所長）、内務属、内務省警保局警務課長、奈良県警部長、栃木県警部長、福島県警部長などを歴任。1894年9月、京都府警部長となる。1895年には、第4回内国勧業博覧会、平安遷都千百年紀年祭が開催され、さらに同年4月から5月まで京都に大本営が移されるなど、警備上の重責を担った。
1896年12月、滋賀県書記官に就任。1897年4月、石川県書記官に転じ、1898年9月に非職、依願免官となる。1899年4月、静岡県書記官として復帰。同年8月、警視庁に転じ警視・警視総監官房主事となる。1900年3月、岐阜県知事に発令され、同年10月、内務省警保局長に登用された。北海道警察費、巡査看守俸給令の改正などに取り組み、社会民主党の結社禁止などに対応した。1901年6月に退任。
1902年2月、山形県知事として復帰。1906年7月、山形県知事を休職。1908年7月27日、休職満期となり退官した。郷里の小倉市に戻り、同地で死去した。

## 栄典
位階
- 1898年（明治31年）12月10日 - 正五位[2]

勲章等
- 1900年（明治33年）6月30日 - 勲五等瑞宝章[3]
- 1906年（明治39年）4月1日 - 勲三等旭日中綬章[4]・明治三十七八年従軍記章[5]